# Либеранови
„Либеранови” је југословенски ТВ филм из 1979. године. Режирао га је Зоран Тадић а сценарио је написао Стјепан Шешељ.

## Улоге
| Глумац           | Улога |
| ---------------- | ----- |
| Стјепан Бахерт   |       |
| Ана Бикић        |       |
| Петар Добрић     |       |
| Иво Грегуревић   |       |
| Душко Груборовић |       |
| Зденко Јелчић    |       |
| Тошо Јелић       |       |
| Ивица Јерковић   |       |
| Дана Курбалија   |       |
| Отокар Левај     |       |
| Томислав Липљин  |       |
| Фрањо Мајетић    |       |

Остале улоге  ▼
| Глумац            | Улога |
| ----------------- | ----- |
| Зоран Маркота     |       |
| Владимир Облешчук |       |
| Нико Павловић     |       |
| Љубомир Ратковић  |       |
| Марија Шекелез    |       |
| Фабијан Шоваговић |       |
| Звонимир Торјанац |       |
| Анте Вицан        |       |
| Бранимир Видић    |       |
| Илија Зовко       |       |